# 長體似牙䱛
長體似牙䱛為輻鰭魚綱鱸形目鱸亞目石首魚科的其中一種，分布東大西洋區，從甘比亞至安哥拉海域，棲息深度150公尺，體長可達140公分，棲息在沿海泥底質海域，屬肉食性，以蝦子、蠕蟲等為食，可做為食用魚。